# Poetarras
Poetarras és un grup musical i còmic gallec creat el 2013. Està format per Manuel Gago i Rubén Lino, de Cangas, per Pablo Lamosa de Bueu i per Daniel Vilaverde, d'Ames. Varen assolir la fama mitjançant vídeos publicats al seu compte de YouTube, en els quals fan versions humorístiques de cançons com ara "Roar" de Katy Perry, "Let It Be" de The Beatles, "Hasta siempre, comandante" de Carlos Puebla, o "I'm, yours" de Jason Mraz.
També fan esquetxs còmics que escriuen, dirigeixen i interpreten ells mateixos. El 2014 varen guanyar el premi a la millor sèrie web en gallec al festival "Carballo Interplay".
El 2015 varen participar en festivals com Revenidas, o als magostos populars de l'organització Galiza Nova fets a diverses localitats gallegues.

## Composició
- Daniel Villaverde: Veu.
- Rubén Lino: Veu, guitarra i caixa.
- Manuel Gago: Veu, teclats, acordió, maraques i flauta melòdica.
- Pablo Lamosa: Guitarra.

## Polèmica
El maig de 2015, els sindicats de la Policia Nacional i la Guàrdia Civil a Galícia, UFP i Unión GC, varen denunciar la presència de Poetarras i Def Con Dos al Festival de Cans per "respecte a les víctimes de la violència". Les Nuevas Generaciones del PPdeG van acusar el grup d'"apologia del terrorisme" i els acusà de proetarres.